# ミロラド・プロティッチ
| プロティッチが発見した小惑星 | プロティッチが発見した小惑星 | プロティッチが発見した小惑星 |
| ---------------------------- | ---------------------------- | ---------------------------- |
| 1517 ベオグラード            | 1938年3月20日                |                              |
| 1550 チトー                  | 1937年11月29日               |                              |
| 1554 ユーゴスラビア          | 1940年9月6日                 |                              |
| 1564 セルビア                | 1936年10月15日               |                              |
| 1675 シモニダ                | 1938年3月20日                |                              |
| 2244 テスラ                  | 1952年10月22日               |                              |
| 2348 ミチュコヴィッチ        | 1939年1月10日                |                              |

ミロラド・プロティッチ（セルビア語: Милорад Б. Протић, 英語: Milorad B. Protić, 1911年8月6日 - 2001年10月29日）は、ユーゴスラビア（現セルビア）の天文学者である。
ユーゴスラビアのベオグラードに生まれ、ベオグラードで没した。生涯で7個の小惑星を発見した。
なお、アンリ・ドゥブオーニュによって発見された小惑星の(22278) Protitchは彼に因んで、ウジェーヌ・デルポルトによって発見された小惑星の(1724) ヴラディミルは彼の孫に因んで、大島良明によって発見された小惑星の(5397) ヴォイスラヴァは彼の娘に因んで命名された。娘は現在も、夫や息子と共に天体力学の研究を続けている。